# Чечетко Микола Карпович
Микола Карпович Чечетко (рос. Николай Карпович Чечетко; 2 (15) листопада 1916, Старокорсунська — 23 липня 1952) — радянський офіцер, Герой Радянського Союзу, підполковник.

## Біографія
Народився 2 (15 листопада) 1916 року в станиці Старокорсунській (нині Краснодарського краю) в селянській родині. Закінчив семирічну школу в Краснодарі, працював вантажником. У 1941 році закінчив Богородський шкіряний технікум. Працював в Читі. На початку німецько-радянської війни переїхав до Майкопа.
У Червоній Армії з серпня 1941 року. У 1942 році закінчив Камишинське танкове училище. У діючій армії з вересня 1942 року. Воював на Сталінградському, Центральному і 2-му Українському фронтах.
Танкова рота 109-ї танкової бригади 16-го танкового корпусу 2-ї танкової армії 2-го Українського фронту під командуванням старшого лейтенанта Чечетка в ході наступальних боїв за місто Умань 5–13 березня 1944 року здійснила рейд у глибокий тил противника, завдавши йому великої шкоди в живій силі і бойовій техніці. При атаці села Маньківки танк Чечетка вийшов до аеродрому і знищив літак Ме-109 супротивника. Вступив у бій з двома ворожими танками «Тиграми» і обидва знищив, а потім вийшов до переправи і захопив її. За цей період лише екіпаж Миколи Чечетка знищив літак, 5 танків, 14 гармат. Ротою ж за цей же період було знищено близько 100 ворожих солдатів і офіцерів, 18 танків, 50 гармат і мінометів, 1 літак, 14 кулеметів, 120 автомашин, 6 складів, був відрізаний відхід двом обозам в 500 підвід і колоні в 300 автомобілів. Переслідуючи відступаючого противника, старший лейтенант Чечетко першим увірвався на околицю Умані, придушив артилерію противника. Своїми діями забезпечив успішне просування основних сил танків і піхоти, при цьому підбив два танки противника.
Указом Президії Верховної Ради СРСР від 13 вересня 1944 року за мужність, відвагу і героїзм, проявлені в боротьбі з німецько-фашистськими загарбниками, старшому лейтенанту Чечетку Миколі Карповичу присвоєно звання Героя Радянського Союзу з врученням ордена Леніна і медалі «Золота Зірка» (№ 5251).

Могила Миколи Чечетка

Після війни продовжував службу в Збройних силах СРСР. Член ВКП (б) з 1945 року. У 1948 році закінчив Військову академію бронетанкових і механізованих військ Червоної Армії. З 1952 року підполковник М. К. Чечетко — в запасі. Помер 23 липня 1952 року. Похований на Лук'янівському військовому кладовищі у Києві (ділянка № 2).

## Нагороди, пам'ять
Нагороджений орденами Леніна, Червоної Зірки, медалями.
У місті Богородську на Алеї Героїв встановлено погруддя Миколи Чечетка, на будівлі Богородського шкіряного технікуму, в якому він навчався, — встановлена меморіальну таблицю. Його ім'я викарбувано на пам'ятному знаку в Омському танковому училищі.